# 恐怖のアポなし訪問者 和田アキ子の今晩泊めろよコノヤロー!
『恐怖のアポなし訪問者 和田アキ子の今晩泊めろよコノヤロー!』（きょうふのアポなしほうもんしゃ わだアキこのこんばんとめろよコノヤロー）は、TBS系列で放送された特別番組である。

## 概要
番組の進行を務める和田アキ子と高田純次が、芸能界で和田がお世話になってもらっている人々にアポなしで押しかけ「今晩一晩泊めろよ」と、和田の強権を発動して交渉相手の芸能人の自宅に泊めてもらえるよう高田と共に交渉し、何とか「OK」をもらえるまでの駆け引き。そして実際に泊めてもらえる事になった芸能人との交流を描く。
しかし、和田が強権を発しようとする芸能人にも色々いて、思わず和田が恐れおののく「超大御所」も居たりで、波乱に満ちた自称「一宿一飯の道中」となる。
芸能人の家にお邪魔した際は、悪戯的な行為をすることが度々ある（特に高田が仕掛けてくる）。和田自身も他の人に迷惑をかけていることを感じているようで、宿泊した芸能人の家族にプレゼントをあげている。この事は番組の最後に伝えている。
2008年9月末には、一部タイトルを変えて放送された（後述）。

## 司会
- 和田アキ子
- 高田純次（和田の事を「おやびん」「兄貴」とも呼び、和田の強権発動を基に様々な『暴走』に走る）

## ゲスト
- 2008年3月放映分
  - 島田洋七
  - 島倉千代子
  - 所ジョージ
  - 柴田理恵

- - 濱口優（よゐこ）
  - 安田美沙子
  - ヘリョン
  - 出川哲朗

- 2008年9月放映分
  - 内藤大助
  - デーブ・スペクター
  - 藤田憲右（トータルテンボス）
  - 藤原一裕（ライセンス）

- - スピードワゴン
  - 安田美沙子
  - 竹山隆範（カンニング）
  - クワバタオハラ

## 放送日
- 第1回：記事名通り（2008年3月27日 - 21:00〜22:54、視聴率：11.5%）
- 第2回：恐怖のアポなし訪問者 和田アキ子の今晩マジで泊まるぞコノヤロー!（2008年9月30日 - 21:00〜22:54、視聴率：9.8%）

## スタッフ
- 製作 : マドワーズ／TBS
- 構成 : 高野健生
- プロデューサー : 金田武信
- ディレクター：千葉昭
- 構成担当 : 福田健太郎